# Nicolaus Hagg

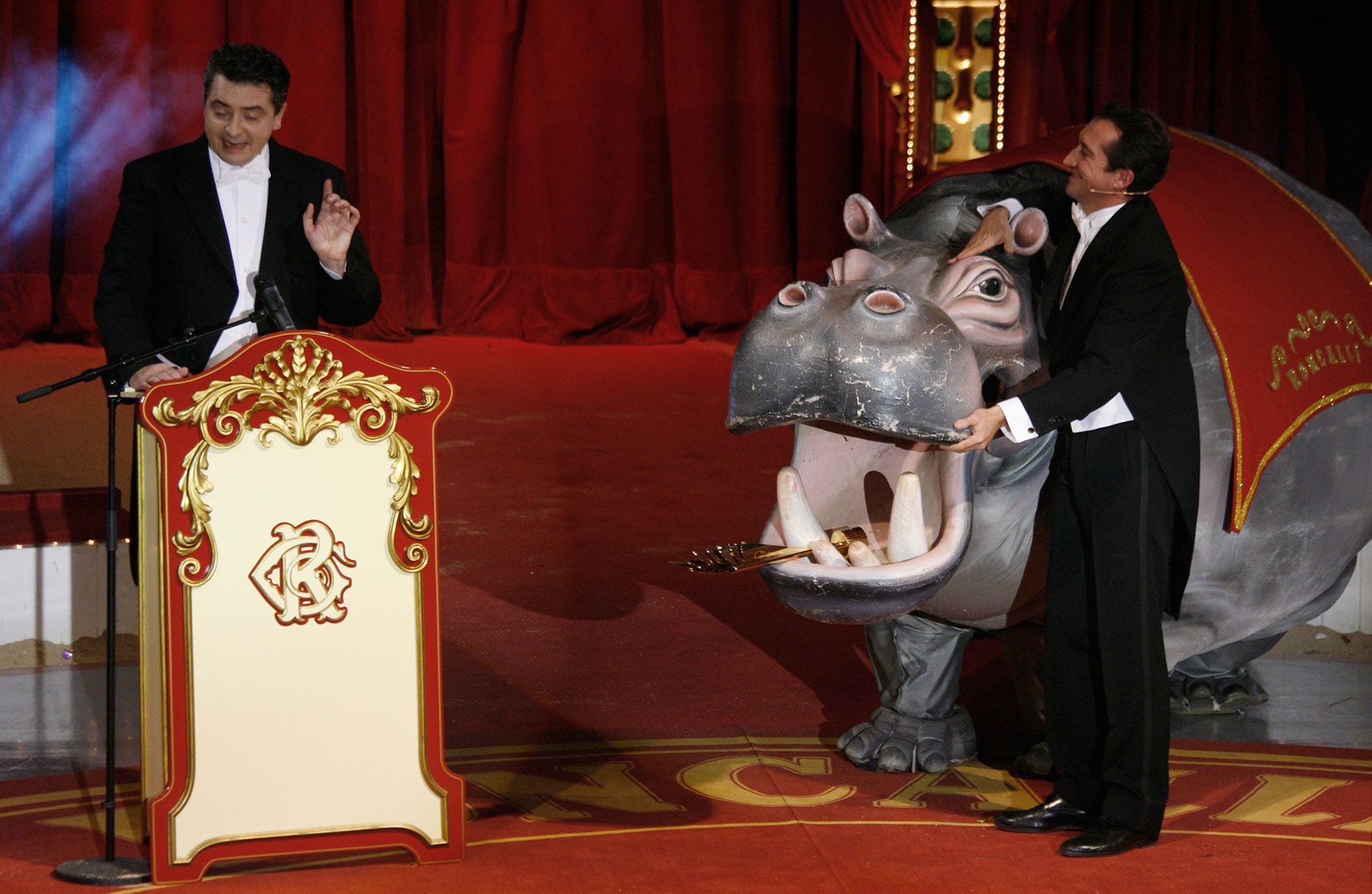
Nicolaus Hagg (r.) und Christoph Wagner-Trenkwitz (Moderation der Verleihung des Nestroy-Theaterpreises 2009)

Nicolaus Hagg (* 1967 in Klagenfurt) ist österreichischer Schauspieler und Autor.
Hagg begann mit 11 Jahren am Klagenfurter Stadttheater kleinere Rollen zu spielen. Nach dem Abitur begann er seine Schauspielausbildung am Konservatorium der Stadt Wien bei Elfriede Ott. Nach Abschluss der Schauspielschule wurde er Mitglied des Wiener Volkstheaters, dessen Ensemble er fünf Jahre angehörte. Danach wechselte er nach Berlin an das Theater des Westens, wo er im Musical „Falco meets Amadeus“ die Rolle des Amadeus übernahm. Danach in Wien spielte er im Theater in der Josefstadt, der Volksoper Wien, sowie bei den Festspielen Reichenau und der Bühne Baden.
Nicolaus Hagg schreibt seit 1998 für die satirische Wochensendung „Der Gugelhupf“ im österreichischen Rundfunk, arbeitet als Film- und Fernsehautor für zahlreiche Produktionsfirmen. Für die Festspiele Reichenau schrieb er das Stück “Parkbankphilosophen” (Premiere 2008). 2009 entstand die Dramatisierung der “Strudlhofstiege” nach Heimito von Doderer, 2011 “Oberst Redl”, 2012 seine Dramatisierung von Tolstoys “Anna Karenina”, 2014 das Stück "1914 – Zwei Wege in den Untergang" als Auftragswerk und 2016 die Dramatisierung der "Dämonen" von Heimito von Doderer für die Festspiele Reichenau an der Rax.
Hagg lebt als freier Schauspieler und Autor in Wien und Berlin. Sein Sohn Valentin Hagg (* 2004) hat im Film Wie ich lernte, bei mir selbst Kind zu sein (2019) eine Hauptrolle.